# Metodio (nome)
Metodio  è un nome proprio di persona italiano maschile.

## Varianti in altre lingue
- Catalano: Metodi
- Ceco: Metoděj[1]
- Greco antico: Μεθοδιος (Methodios)[1]
- Latino: Methodius[1]
- Macedone: Методија (Metodija)[1], Методиј (Metodij)[1]
- Polacco: Metody[1]
- Russo: Мефодий (Mefodij)[1]
- Slovacco: Metod[1]
- Sloveno: Metod[1]
- Ungherese: Metód

## Origine e diffusione

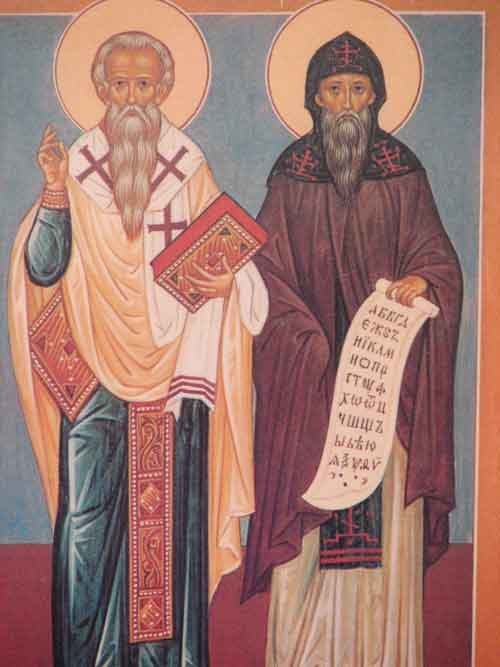
Icona raffigurante i santi Cirillo e Metodio

Deriva dal greco antico Μεθοδιος (Methodios), basato su μεθοδος (methodos), "obiettivo", "metodo" - termine composto da μετα (meta, "con") e ‘οδος (hodos, "strada", "sentiero"); può quindi significare "che opera per uno scopo".
Il nome venne portato da san Metodio, missionario greco presso i popoli slavi che, assieme a suo fratello Cirillo, sviluppò l'alfabeto cirillico.

## Onomastico
L'onomastico viene festeggiato il 14 febbraio in onore di san Metodio, missionario e vescovo, compatrono d'Europa. Con questo nome si ricordano anche san Metodio I, patriarca di Costantinopoli, venerato il 14 giugno, san Metodio di Olimpo, vescovo e martire in Grecia, festeggiato il 20 giugno, e il beato Metodio Domenico Trčka, sacerdote e martire, ricordato il 23 marzo.

## Persone
- Metodio, vescovo e santo greco
- Metodio I, vescovo e santo italiano
- Metodio di Olimpo, scrittore, vescovo cattolico e santo greco antico
- Metodio Ottolini, pittore italiano

### Varianti
- Metodi Ananiev, pallavolista bulgaro
- Metod Dominik Trčka, presbitero ceco